# アレクサンドル・セオン
アレクサンドル・セオン（Alexandre Séon、1855年1月18日 - 1917年5月5日）はフランスの象徴主義の画家である。

## 略歴
ロワール県のシャゼル＝シュル＝リヨンの商人の家に生まれた。リヨンの美術学校で、繊維製品のデザインなどを学んだ後、パリに出て、エコール・デ・ボザールのアンリ・ラマンの教室で学んだ。同じ頃、ラマンに学んでいた学生には、ジョルジュ・スーラ(1859-1891)や象徴主義の画家となるアルフォンス・オスベール(1857-1939)やエドモン＝フランソワ・アマン＝ジャン(1858-1936)がいた。その後、ピエール・ピュヴィス・ド・シャヴァンヌの弟子となり、10年間助手を務めた。
1879年から多くの展覧会に出展を始め、象徴主義の画家として重要な画家となった。スーラの影響で、新印象派のスタイルの作品もある。
1892年に神秘主義の作家、ジョセファン・ペラダンが主催する展覧会、「薔薇十字サロン」の設立に参加し、1897年まで続けられた展覧会に毎年出展し、ペラダンを理想化した肖像画も描いた。木彫家で、「民衆大学」(Université populaire)の創立者のジョルジュ・デュエルム(Georges Deherme)の友人でもあり、大衆への美術の普及に貢献した。

## 作品

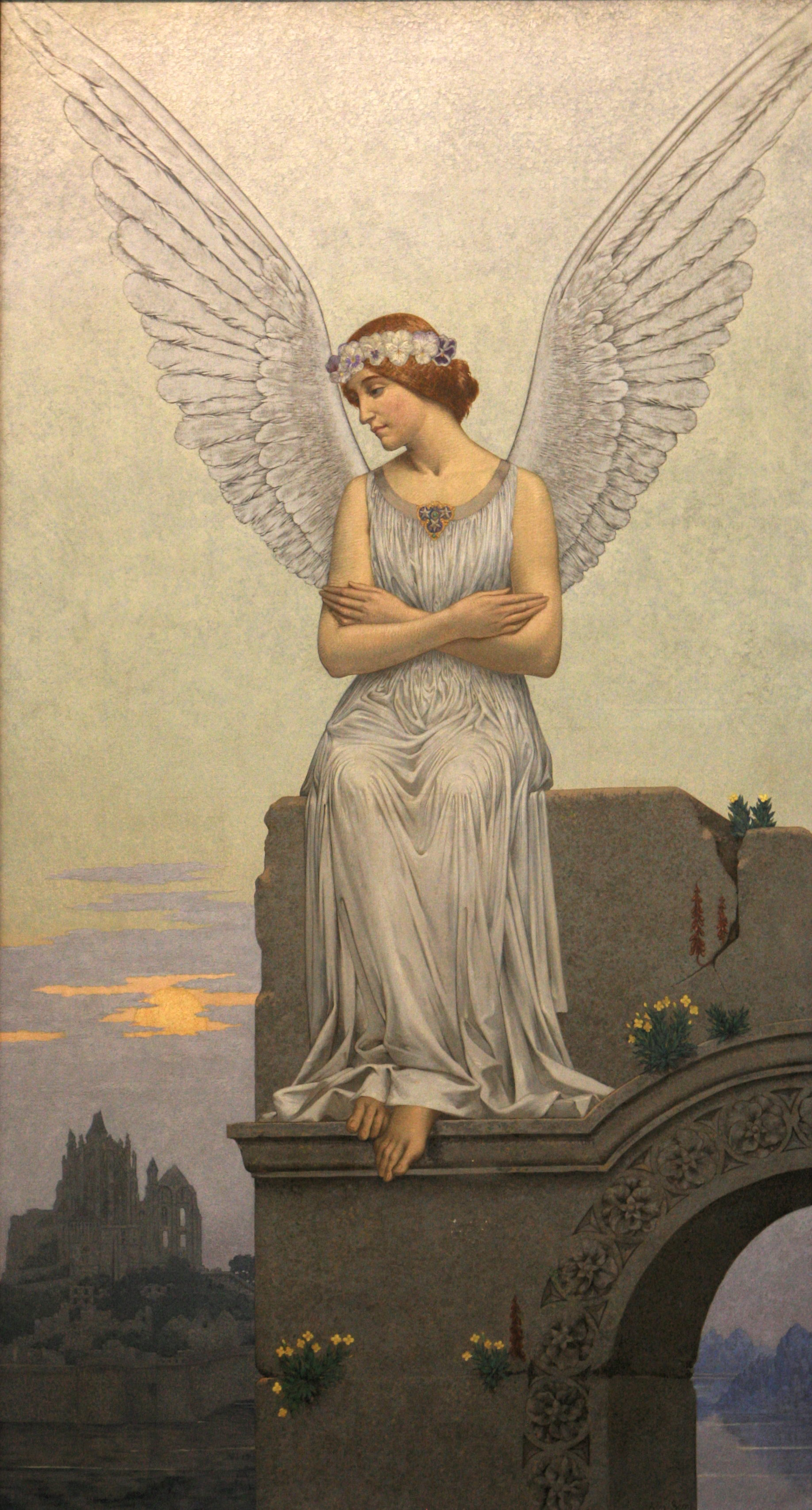
La Pensée
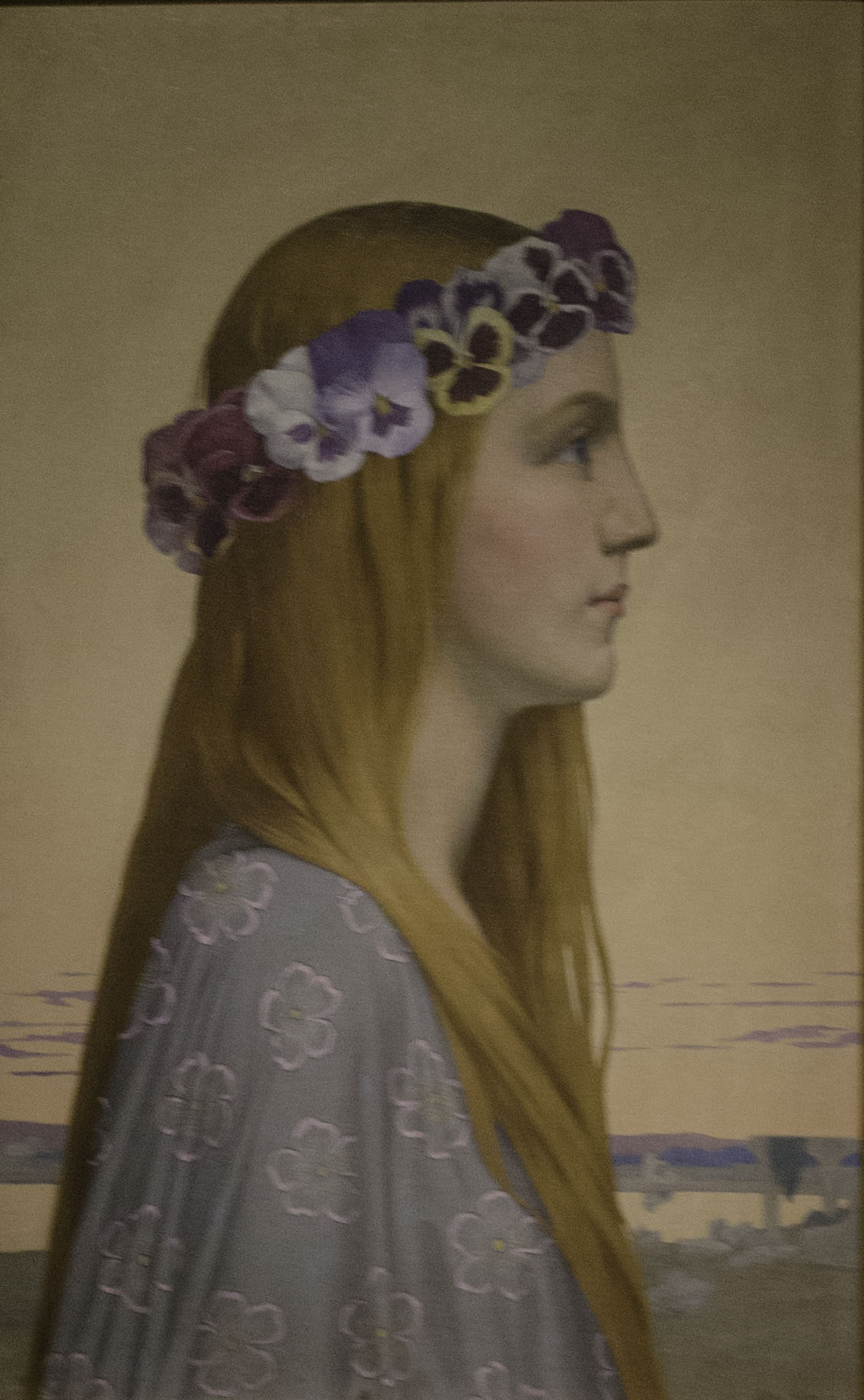
La Pensée
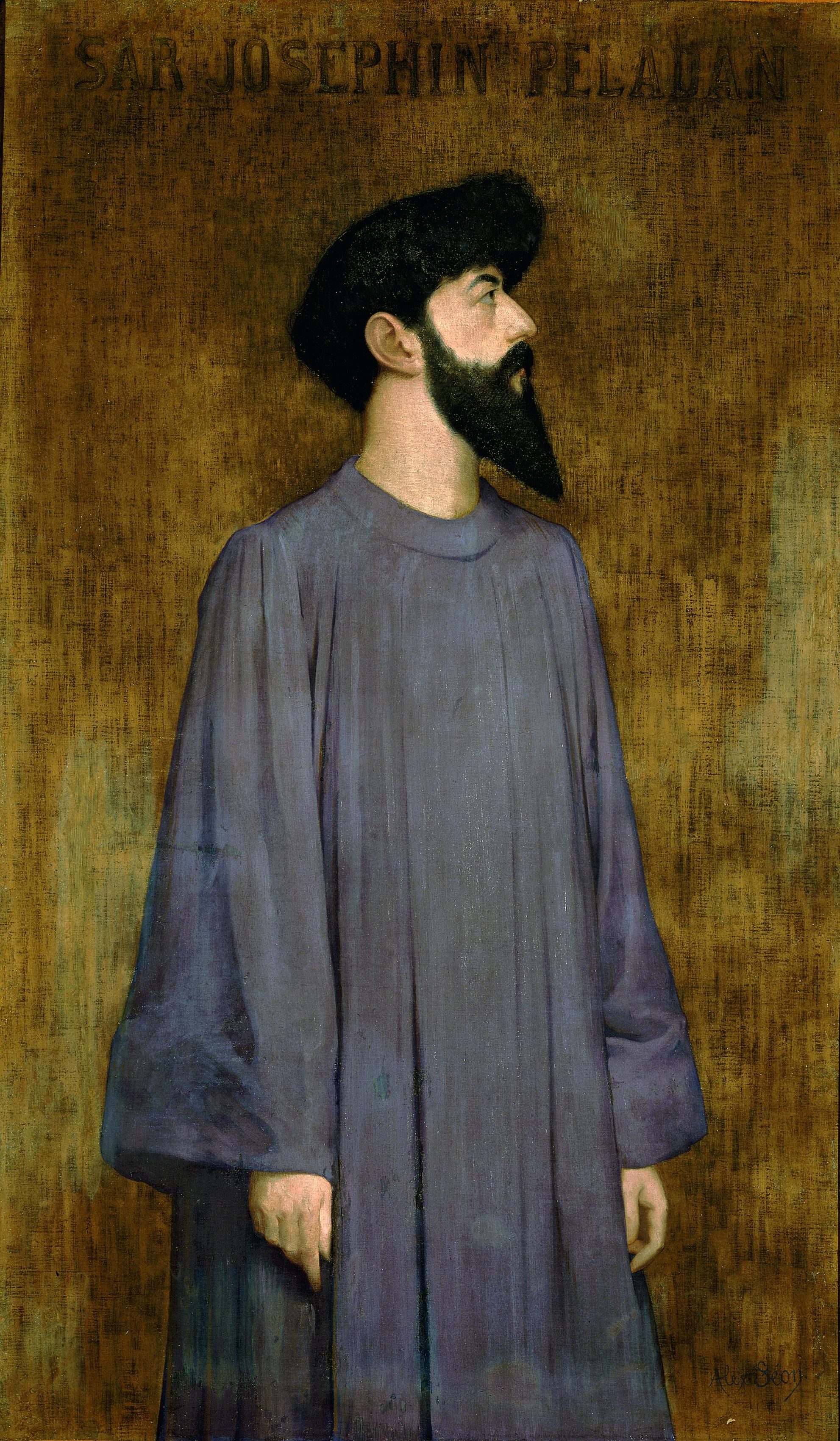
ジョセファン・ペラダンの肖像
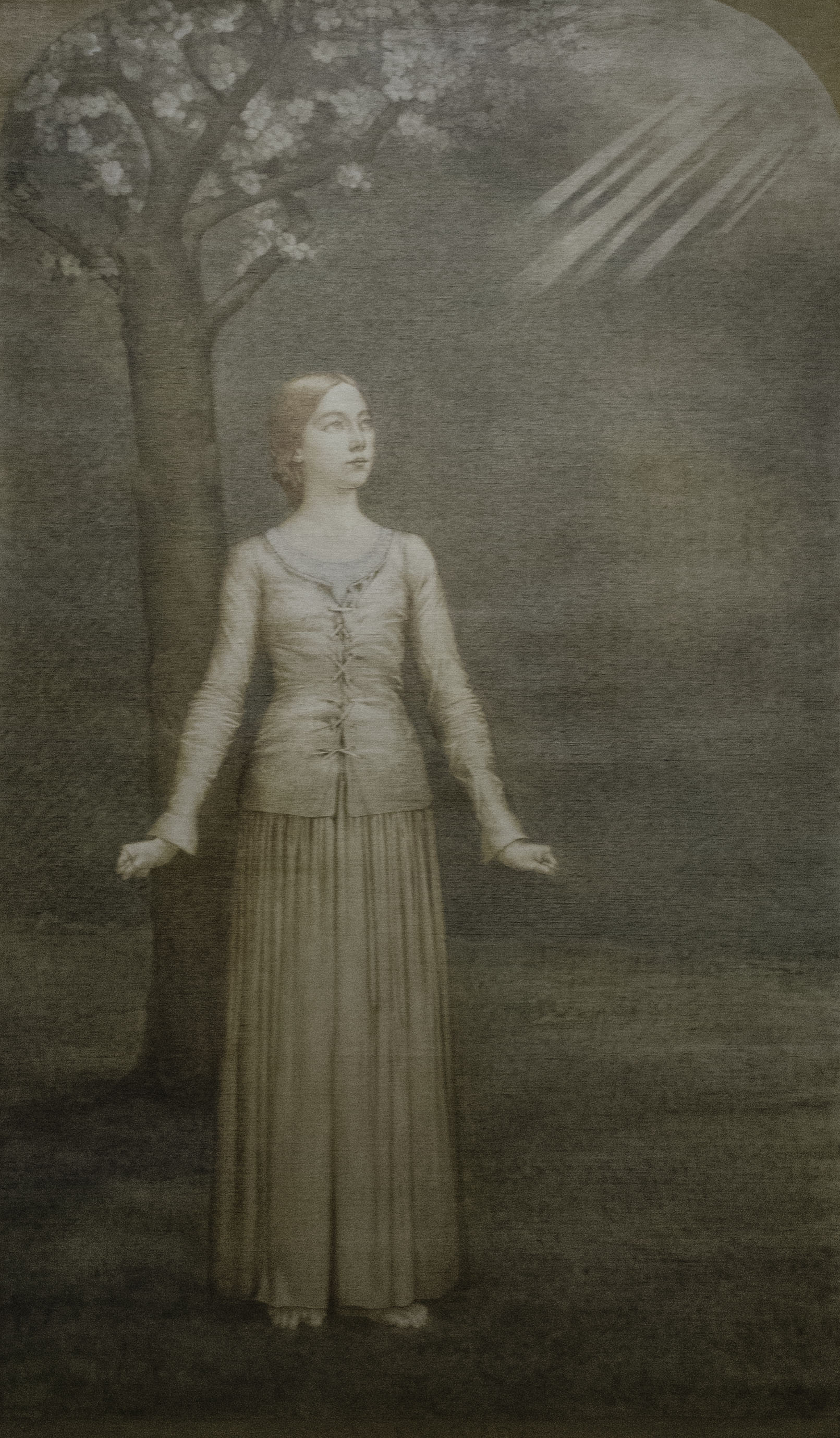
ジャンヌ・ダルク